# Rocafonda
Rocafonda es un barrio de Mataró (El Maresme, Cataluña) creado a partir de finales de los años 1960 en una antigua zona agrícola. 

## Historia y población
Rocafonda se construyó como barrio residencial, para alojar población procedente tanto de Mataró como de fuera de Cataluña: andaluces, extremeños, murcianos, castellanos... En su mayoría de clase obrera.
Durante los años noventa, empezó a acoger inmigrantes procedentes del Magreb y del África subsahariana, de América Latina, Oriente y Europa del Este.
Es un barrio que tuvo la protección de ley de barrios por sus problemas urbanísticos, edificios altos sin ascensores, masificación en algunas calles, mucha población envejecida y gran incremento de población inmigrante.
Se creó una oficina que impulsó durante años diferentes programas de intervención social, ayudas para el barrio y lideró algunos nuevos equipamientos como el Parque de Rocafonda, la urbanización de la Ronda, la Avenida del Perú, así como numerosas obras en fachadas, cubiertas y ascensores
El barrio cobró protagonismo internacional durante la Eurocopa 2024 gracias a Lamine Yamal, jugador de la selección española de fútbol criado allí. Celebraba sus goles señalando el número "304", en referencia al código postal local 08304. José Manuel Gómez Jurado, político del partido Por Andalucía, repitió el gesto en el Parlamento de Andalucía en respuesta al discurso antiinmigración de Purificación Fernández de Vox.

## Límites
- Al Sur 
  - Palau de l'Escorxador, por Carretera Mata.
  - Eixample, por Alfonso X el sabio.
- Al Norte
  - Vista Alegre, por St. Oleguer.
  - Los molinos, por Ciutat de Tarrega.
- Al Oeste
  - Eixample, por Alfonso X el sabio y por Passeig de Cabanelles
- Al Este 
  - Poligon Mata
  - 5 senies

## Semana Santa
En este barrio se encuentra la Hermandad de Ntro. Padre Jesús Cautivo y Ntra. Señora de los Dolores, aunque solo esta procesiona por el barrio en la procesión del Viernes de Dolores (María al peu de la Creu) y en el traslado de los Sagrados Titulares hacia su sede canónica (Basílica de Santa María) junto a Jesús Cautivo. Jesús Cautivo, procesiona por el centro de la ciudad en el Domingo de Ramos en la procesión de "El Prendiment", y posteriormente en Viernes Santo (Processó General) también por el centro de la ciudad junto a su madre en paso de palio.

## Fiesta Popular de Rocafonda
La Fiesta Popular del barrio se celebra siempre el segundo fin de semana de julio y es todo un referente en cuanto a actos diversos para todo tipo de públicos. Organizada desde la Asociación de Vecinos y en colaboración con diferentes entidades, asociaciones y habitantes del barrio, ha funcionado durante más de 30 años y resulta un elemento importante en la convivencia entre vecinos.
En el 2016, por primera vez en estos últimos 30 años, no se ha celebrado. Actualmente esta se celebra a principios de Junio

## Rocafondeños por el Mundo
Rocafondeños por el Mundo es una iniciativa surgida de varios vecinos; una página creada por el cómico Toni Cruz, con la colaboración de Sergio Carroza, Pepe Torres y Julio Rondón. Es una comunidad virtual, aprovechando las redes sociales, en la que cualquier habitante del barrio puede añadirse para conocer desde las noticias más recientes de Rocafonda hasta encontrar saludos de gente emblemática, pasando por diversas fotografías, chistes, etc. que recuerdan la trayectoria social de este barrio. Se trata de una comunidad que crece día a día y despierta un gran interés mediático. 

## Equipamientos
- Equipamientos Públicos:
  - CAP (Centro de Atención Primaria) perteneciente a Rocafonda junto a Palau i l'Escorxador.
  - Centre Cívic de Can Noé, junto a las calles Poeta Punsola y Santiago Rusiñol
  - Escola Pública Rocafonda
  - Escola Pública Àngela Bransuela
  - Escola Pública Germanes Bertomeu
  - Institut Públic Les Cinc Sénies
  - Escola d'Adults Can Noé
  - Parc de Rocafonda
  - Oficina LLei de Barris

## Transporte
Líneas 1,2,3 y 6 de Mataró Bus.